# Campeonato Sudamericano de Rugby League
El Campeonato Sudamericano de Rugby League es una competición de rugby league, disputado por las naciones Sudamericanas desde el año 2016.

## Historia
Su primera edición fue disputada en Argentina, el Torneo Sudamericano de Rugby League 2016 fue disputado en formato de nueve jugadores, resultando campeón el seleccionado de Argentina luego de vencer en la final a Chile.
En la segunda edición disputada en Chile el año 2017, Chile obtiene el primer torneo en formato de 13 jugadores al vencer en la final a Argentina.
En la tercera edición desarrollada en Brasil, el elenco local obtiene el campeonato por primera vez al derrotar a Colombia y Argentina.

## Equipos participantes
En la edición del 2024 participaron 3 equipos.
- Argentina
- Brasil
- Chile

## Campeonatos
| Edición | Año  | Sede         | Campeón      | 2º puesto    | 3º puesto             | 4º puesto    | 5º puesto           |
| ------- | ---- | ------------ | ------------ | ------------ | --------------------- | ------------ | ------------------- |
| I       | 2016 | Miramar      | Argentina    | Chile        | Provincias Argentinas | Buenos Aires | Latin Heat Domestic |
| II      | 2017 | Los Ángeles  | Chile        | Argentina    | Colombia              | Brasil       |                     |
| III     | 2018 | São Paulo    | Brasil       | Argentina    | Colombia              |              |                     |
| IV      | 2022 | Jericó       | Brasil       | Chile        | Colombia              |              |                     |
| V       | 2024 | Buenos Aires | Chile        | Argentina    | Brasil                |              |                     |
| VI      | 2026 | Chile        | A disputarse | A disputarse | A disputarse          | A disputarse | A disputarse        |

## Posiciones
- Número de veces que los equipos ocuparon cada posición en todas las ediciones.

| Equipo    | Campeón | 2º puesto | 3º puesto | 4º puesto |
| --------- | ------- | --------- | --------- | --------- |
| Chile     | 2       | 2         |           |           |
| Brasil    | 2       |           | 1         | 1         |
| Argentina | 1       | 3         |           |           |
| Colombia  |         |           | 3         |           |